# О’Коннор, Бриджет
Бриджет О’Коннор (англ. Bridget O'Connor, 18 января 1961, Великобритания, Харроу — 22 сентября 2010, Великобритания, Хов, Восточный Суссекс) — английская писательница и сценарист.

## Биография
Родилась 18 января 1961 года.

## Творчество

### Сценарии
- фильм «Чемпионат 66 года» (2006)
- фильм «Революция миссис Рэтклифф» (2007)
- экранизация одноимённого романа Джона Ле Карре «Шпион, выйди вон!» (2011)[1]

## Награды
- 2011 — Премия Американской ассоциации онлайн-кинокритиков, за фильм "«Шпион, выйди вон!»
- 2011 — Обладательница премии Ассоциация кинокритиков Сан Франциско — Лучший адаптированный сценарий, за фильм «Шпион, выйди вон!»
- 2012 — премия BAFTA за лучший адаптированный сценарий («Шпион, выйди вон!»).